# Jonida Maliqi
Jonida Maliqi (Tirana, 1983. március 26. –) albán énekesnő. 
Ő fogja képviselni Albániát a 2019-es Eurovíziós Dalfesztiválon a Ktheju tokës című dalával. 

## Élete
Maliqi zenei pályafutása 1995-ben a Festivali i Këngësen indult. A zenei fesztiválon, amelynek idején tizenkét éves volt, Aleksandër Rrapival  a Planeti i fëmijëve című dalt énekelte, ám végül nem győzött. 1997-ben ismét részt vett a fesztiválon, Kastriot Tushával együtt énekelt egy dalt Teréz anyáról, viszont ekkor sem nyert. 
1999-ben kezdődött szólókarrierje, a Do jetoj pa ty című dallal harmadik alkalommal is részt vett a Festivali i Këngësen, ahol második lett. 2000-ben, 2001-ben, 2002-ben, 2004-ben, 2006-ban és 2007-ben is részt vett, a győzelmet viszont nem sikerült megszereznie. Egyéb zenei fesztiválokon is résztvevő volt: Kënga Magjike (1999, 2002, 2003, 2004, 2005, 2008, 2011, 2013), Nota Fest (2002), PoliFest (2002), Mikrofoni i Artë (2004), Top Fest (2006, 2007, 2010). 2008-ban megnyerte a TV Klanon sugárzott Kënga Magjike versenyt.
Énekesi karrierje mellett Maliqi műsorvezetőként is dolgozott; 2012-ben például a Dua vendin tim című műsort vezette. 2014-ben házigazdája volt a Dancing with the Stars Albania című műsor negyedik szezonjának. Ezenkívül 2016-ban a The Voice of Albania ötödik évadjának egyik zsűritagja volt.